# Wapen van Kiribati
Het wapen van Kiribati is gebaseerd op de vlag van Kiribati en is in gebruik sinds 1 mei 1937. Toen het land in 1979 onafhankelijk werd, is het wapen licht aangepast.
Het bovenste deel is rood en bevat een gele fregatvogel, die boven een gele opkomende zon vliegt. Het onderste deel bevat drie witte en drie blauwe golvende horizontale banen. Deze symboliseren de oceaan en de drie groepen eilanden (Gilbert-, Phoenix- en de Line-eilanden). De zeventien stralen van de zon vertegenwoordigen de zestien Gilberteilanden en Banaba.
Het lint onder het schild toont het motto van Kiribati: TE MAURI TE RAOI AO TE TAMBOMA ("Gezondheid, Vrede, Welvaart"). Tot 1979 was het motto Maaka te atua, karinea te uea; Mataku i te atua, fakamamalu ki te tupu ("Vrees God en Eer de Koning", zowel in het Kiribatisch als Tuvaluaans).
Australië · Fiji · Kiribati · Marshalleilanden · Micronesia · Nauru · Nieuw-Zeeland · Oost-Timor · Palau · Papoea-Nieuw-Guinea · Salomonseilanden · Samoa · Tonga · Tuvalu · Vanuatu
Afhankelijke gebieden

Amerikaans-Samoa · Cookeilanden · Frans-Polynesië · Guam · Nieuw-Caledonië · Niue · Norfolk · Noordelijke Marianen · Pitcairn · Tokelau-eilanden · Wallis en Futuna